# Miroslav Oliverius
Miroslav Oliverius (* 17. listopadu 1953 Kladno) je regionální historik, publicista a heraldik, od roku 2023 starosta Malých Kyšic. Jeho příjmení ho přivedlo částečně i ke studiu genealogie.

## Profesní život
Po absolvování souvislého pětiletého studia s maturitou při Střední škole pro pracující v Kladně vystudoval Právnickou fakultu Univerzity Karlovy v Praze, na které promoval v roce 1986 (Mgr.).

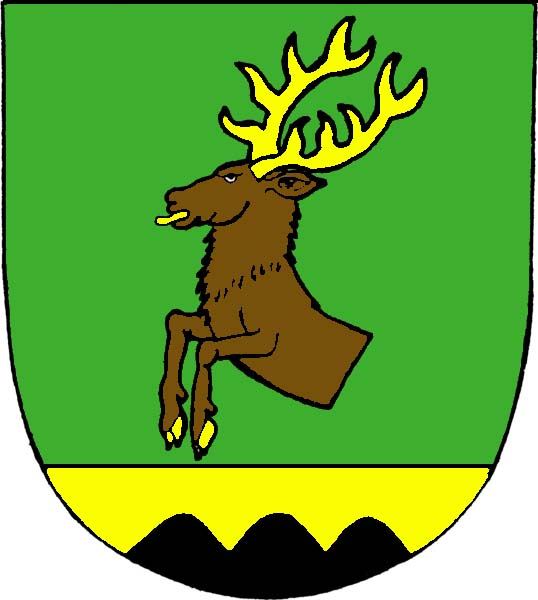
Znak obce Malé Kyšice, autor Miroslav Oliverius

Jeho profesní život je spojen s okresem Kladno. Od roku 1980 pracoval jako referent, zástupce vedoucího odboru vnitřních věcí Okresního národního výboru, po vzniku okresních úřadů byl vedoucím referátu vnitřních věcí Okresního úřadu. Ve všech funkcích byl v pracovním a odborném styku se starosty a pracovníky městských a obecních úřadů okresu Kladno (volby do zastupitelských sborů, sčítání lidu, domů a bytů, problematika pojmenování obcí a ulic, užívání státních symbolů aj.). Znalost komunální heraldiky vyvrcholila návrhy devatenácti znaků a dvaceti vlajek obcí Kladenska a Slánska (všechny byly obcím uděleny předsedou Poslanecké sněmovny Parlamentu ČR) a zpracováním publikace Rukověť k symbolům měst a obcí Kladenska a Slánska. Také stávající podoba znaku a vlajky Středočeského kraje vychází z jeho návrhu společně s historikem a archivářem Václavem Krůtou.
Po zrušení okresních úřadů v roce 2002 se stal zaměstnancem Ministerstva vnitra ČR (civilně správní úsek) a v letech 2007–2016 Finančního úřadu v Kladně.
V roce 2008 mu byla Středočeským krajem udělena Medaile za popularizaci historie regionu a propagaci Středočeského kraje.
Ve své domovské obci Malé Kyšice byl v letech 1981–1992 kronikářem obce, opětovně od roku 2007, od stejného roku je také členem redakční rady obecního zpravodaje Malokyšické ozvěny, od roku 2018 členem zastupitelstva obce.
Od roku 2023 je starostou obce Malé Kyšice. 

## Regionální badatelská a vydavatelská činnost
Do roku 1978 bydlel ve Švermově (dnes část města Kladna), od toho roku žije v Malých Kyšicích a svoje historická bádání věnuje především minulosti obcí Unhošťska. O jeho obci Malé Kyšice pojednává kniha Na kyšických Chaloupkách.
Od nástupu na Okresní národní výbor v Kladně byl pravidelným návštěvníkem a badatelem okresního archivu v Kladně, v němž hledal prameny ke své regionální práci. V roce 1995 společně s tehdejším vedoucím archivu připravil do tisku publikaci Územněsprávní vývoj okresu Kladno (1960–1995).
V knize Pokořený rekord přiblížil Miroslav Oliverius sportovní úspěchy Antonína Mittelbacha (rodáka z Unhoště) podle jeho vyprávění o jízdách na historických vysokých kolech v ČR, Španělsku, Austrálii a Anglii. Mittelbach projel na historickém kole i slavnou Tour de France.
Nezvyklé příjmení (Oliverius, původně Oliberius) ho přivedlo k zájmu o dějiny rodu a genealogii, při svém bádání objevil téměř 900 nositelů těchto příjmení (i v zámoří), vše zúročil v knize Genus unum sumus - Jsme jeden rod  a pamětním spise o původci příjmení Vzpomínky P. Benedikta Holibergiuse (1639-1714). Vydává 1x ročně jen pro nositele příjmení Oliberius a Oliverius rodový zpravodaj OLI-SLOVA.
Velmi aktivně se angažoval ve spolupráci českých obcí s italskými obcemi z údolí jezera Ledro (obyvatelé této oblasti byli v letech 1915–1919 vysídleni mj. i do obcí v obvodu tehdejšího okresního hejtmanství Kladno) po uzavření Dohody o přátelství v roce 2009. S kronikáři obcí z Unhošťska připravil k vydání publikaci Památce vysídlenců z údolí Ledro v okresním hejtmanství Kladno (1915–1919). Po návštěvě delegace obce Doksy v Ledru v červnu roku 2012 následovalo vydání pamětního spisu Čtyři dny v údolí jezera Ledro.
Jeho práce na Okresním úřadu ho přivedla k zájmu nejen o historii a kulturu obcí okresu, ale i k zájmu o jeho sportovní minulost. Dokladem jsou práce pro TJ Baník Švermov Černobílé století (2010), Psal se rok 1910 (2015) a TJ Baník Švermov 110 (2020), pro FC Čechie Velká Dobrá Modrobílá láska Čechie (2009), Stoletá láska Čechie (2019) a SK Pchery Zelenobílé Pchery (společně s A. Polákovou, 2012) nebo almanach ke stému výročí fotbalu v Doksech SK Doksy ve znamení magické trojky (1913–2013). Společně s Josefem Jágrem napsal stěžejní práce o historii kladenského fotbalu Kladno hází! (2002) a ledního hokeje v Kladně Kladno hokejové (2004).
K historii Kladna se kromě sportovní historie váže také kniha o škole v místní části Motyčín Motyčínská pavilonka (otevřená v roce 1914), která byla pravděpodobně první pavilónovou školou postavenou na území tehdejších Čech (školu si prohlédl prezident T. G. Masaryk 10. září 1921 při návštěvě obce).
Přispívá do muzejní ročenky Slánský obzor a obecního zpravodaje Malokyšické ozvěny.